# STS-45
STS-45 e четиридесет и шестата мисия на НАСА по програмата Спейс шатъл и единадесети полет на совалката Атлантис. Това е първи полет на научната лаборатория за изучаване на атмосферата ATLAS-1 в програмата Спейслаб.

## Екипаж
| Пост                                               | Астронавт                                 |
| -------------------------------------------------- | ----------------------------------------- |
| Командир                                           | Чарлс Болдън трети космически полет       |
| Пилот                                              | Браян Дъфи първи космически полет         |
| Специалист на мисията 1 Командир на полезния товар | Кетрин Съливан трети космически полет     |
| Специалист на мисията 2                            | Дейвид Листма трети космически полет      |
| Специалист на мисията 3                            | Майкъл Фоул първи космически полет        |
| Специалист по полезния товар 1                     | Байрън Лихтенберг втори космически полет  |
| Специалист по полезния товар 2                     | Дирк Фримаут (ESA) първи космически полет |

- Броят на полетите е преди и включително тази мисия.

## Полетът
Планирано е старта на мисията да бъде даден на 23 март 1992 г., но поради технически проблеми е отложен за следващия ден. Полезния товар представлява два палета на научната лаборатория Спейслаб в товарния отсек на совалката, за първи път съдържащи научната лаборатория за изучаване на атмосферата ATLAS-1. В нея са инсталирани 12 прибора, произведени в САЩ, Франция, Германия, Белгия, Швейцария, Холандия и Япония. Проведени са изследвания в областта на атмосферната химия, слънчевата радиация, физика на плазмата и ултравиолетова астрономия. За завършването на планираните експерименти мисията е продължена с още едно денонощие. Това се случва за 12-и път в историята на програмата Спейс шатъл.

## Параметри на мисията
- Маса:
  - При старта: 105 982 кг
  - При кацането: 93 009 кг
  - Полезен товар: 9947 кг
- Перигей: 282 км
- Апогей: 294 км
- Инклинация: 57,0°
- Орбитален период: 90.3 мин

## Галерия
- Старта на мисия STS-45.
- Товарния отсек на совалката.
- Приземяването.